# Kessler
Kessler är en brittisk TV-serie i sex delar från 1981 i regi av Michael E. Briant (fyra avsnitt) och Tristan DeVere Cole (två avsnitt) med Clifford Rose i huvudrollen som SS-Standartenführer Ludwig Kessler, alias Manfred Dorf. Serien är en fristående fortsättning på Hemliga armén.
Kessler visades i SVT1 i juli och augusti 1983 och finns även utgiven på DVD.

## Handling
Den före detta SS-Standartenführer Ludwig Kessler, som efter Tysklands kapitulation i andra världskriget flydde till Sydamerika, lever 35 år senare ett stillsamt liv som industrimannen Manfred Dorf. TV-reportern Hugo van Eyck håller på med ett program om de gamla tyska nazistiska krigsförbrytarna och har noterat att det inte existerar några dokument om Manfred Dorf före 1947 och söker upp de gamla Café Candide-anställda, tillika motståndsrörelsens organisation Lifelines huvudpersoner Albert Foiret, Monique Durnford (född Duchamps) och Natalie Chantrens för att be dem att identifiera en intervju med Manfred Dorf som Ludwig Kessler. Monique och Natalie är säker på att Dorf är Kessler, men Albert säger att han inte alls är säker och att man borde låta bli att gräva i det förflutna.

## Rollista i urval
- Clifford Rose – Ludwig Kessler/Manfred Dorf
- Alan Dobie – Richard Bauer
- Nitza Shaul – Mical Rak
- Ralph Michael – Hans Ruckert
- Alison Glennie – Ingrid Dorf
- Nicholas Young – Franz Hoss
- Guy Rolfe – Yqueros
- Robert Morris – Karl Leider
- John Moreno – Jose Garriga
- Jerome Willis – Hugo van Eyck

## Avsnitt
1. Vem är ni, herr Dorf?
2. Spåren leder till England
3. Ingrid
4. Prövningens stund
5. De unga tar över
6. Jakten är slut